# Самин Носрат
Самин Носрат (на английски: Samin Nosrat) е американска готвачка, писателка и телевизионна водеща от ирански произход.
Родена е на 7 ноември 1979 година в Сан Диего в бахайско семейство на имигранти от Иран. Завършва английска филология в Калифорнийския университет – Бъркли, след което започва работа в известния местен ресторант „Ше Панис“. След това работи в други ресторанти в Бъркли и в Италия, от 2007 година дава частни уроци по готварство. Придобива известност през 2013 година с книгата на Майкъл Полан „Cooked: A Natural History of Transformation“. През 2017 година издава готварската книга „Salt Fat Acid Heat“, която се превръща в бестселър, и става основа на водена от нея телевизионна поредица.